# Рассвет (Ставропольский район)
Рассве́т — посёлок в Ставропольском районе Самарской области России. Входит в состав сельского поселения Васильевка.

## География
Посёлок находится на расстоянии 11 км к северо-востоку от города Тольятти, административного центра района.

## Население
| 2010 |
| ---- |
| 295  |

## Известные уроженцы
- Дорофеев, Фёдор Иванович (1924—1945 — советский военнослужащий, сержант, Герой Российской Федерации.

## Галерея

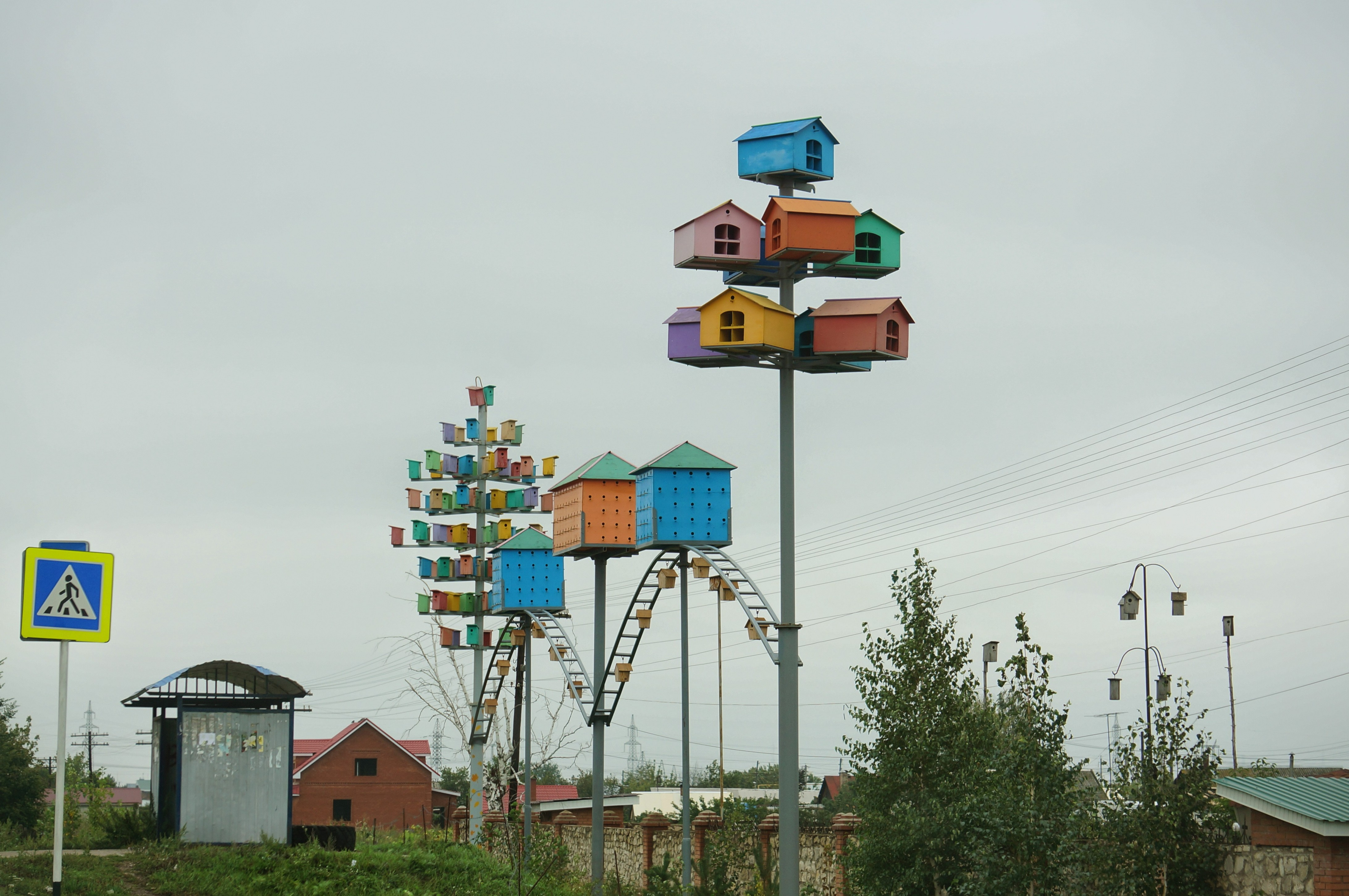
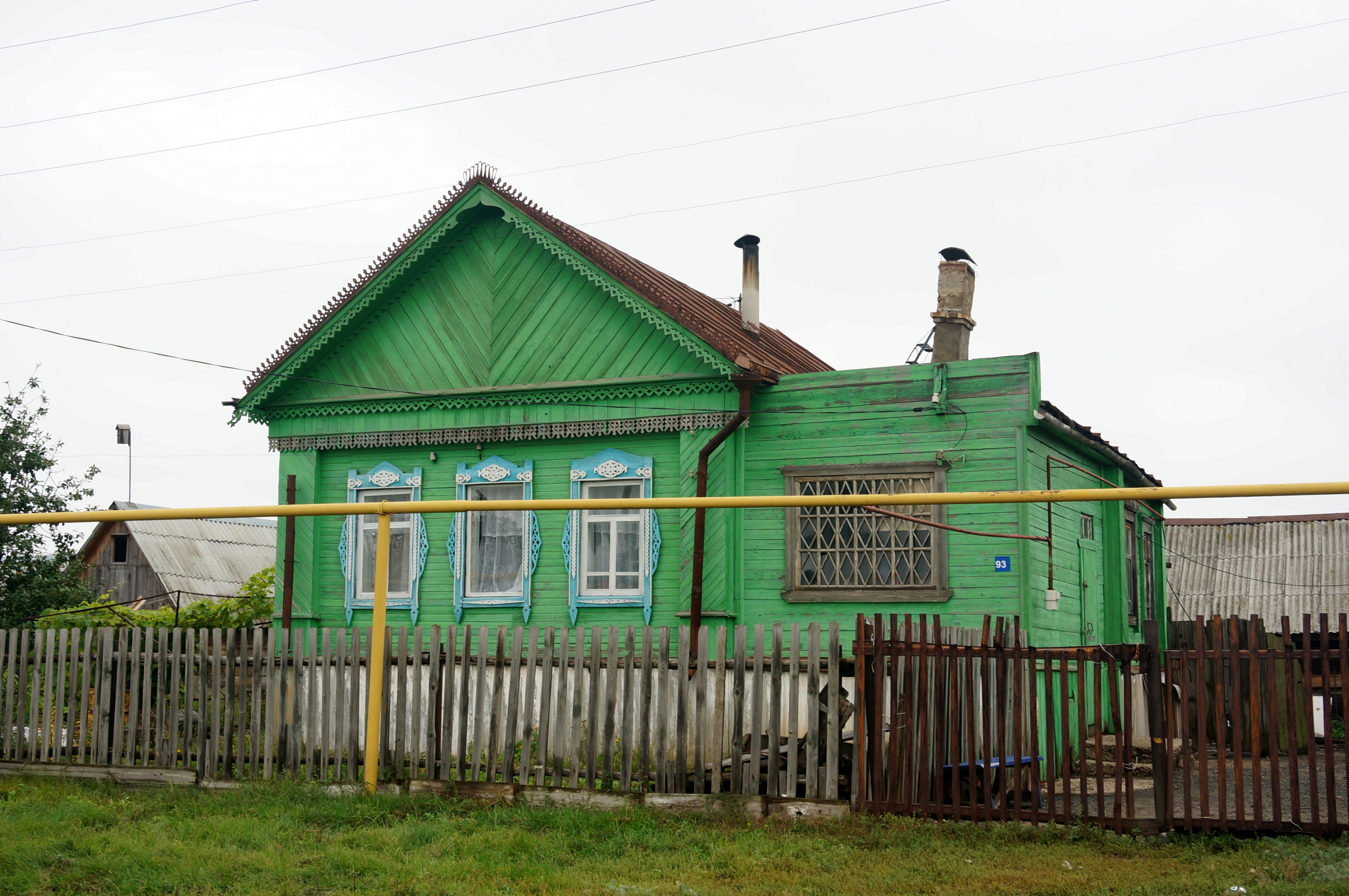
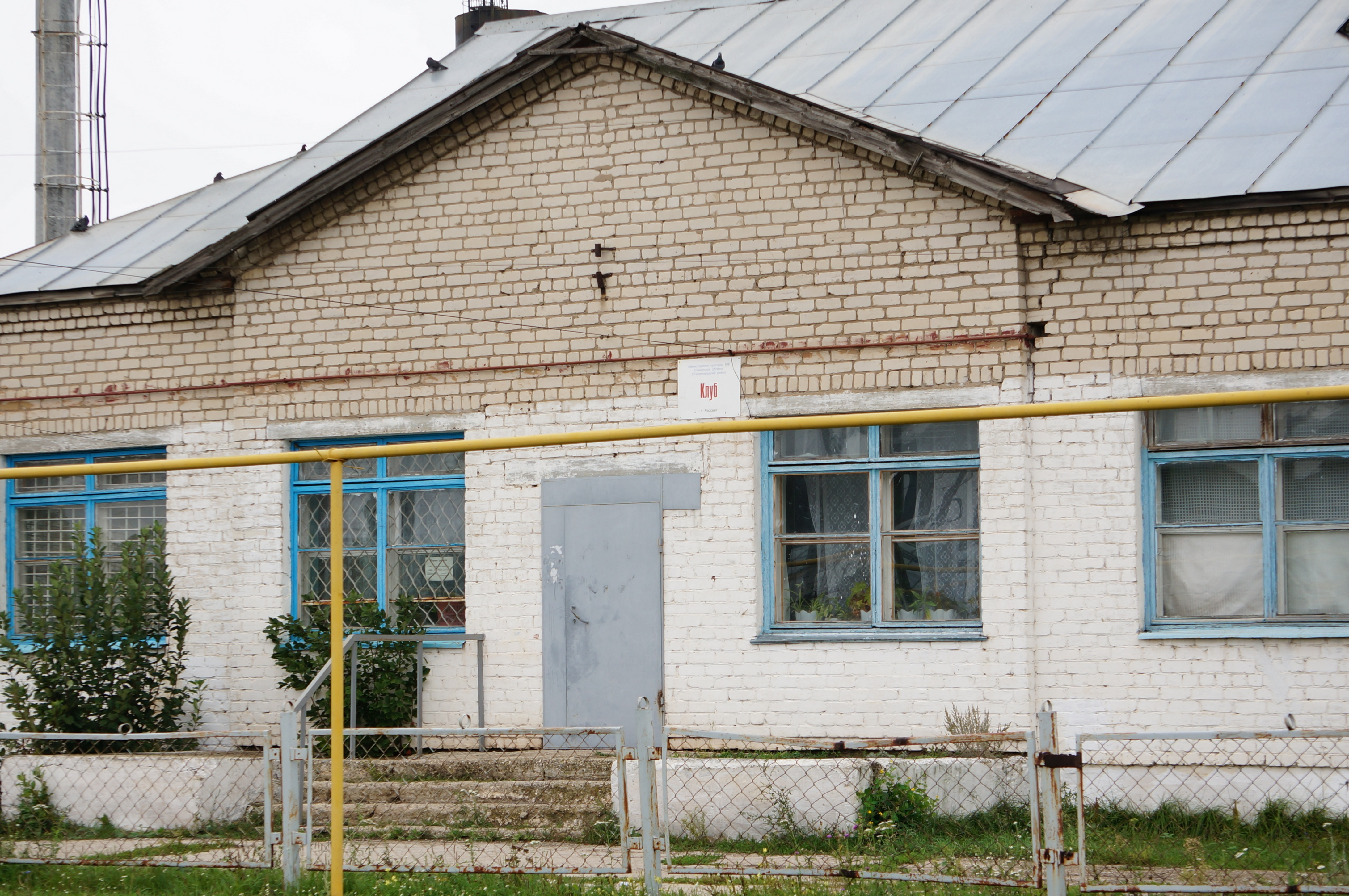